# Surda (Ramallah)
Pour l’article homonyme, voir Surda.
Surda, en arabe : صفّاء, est un village du gouvernorat de Ramallah et Al-Bireh en Palestine. Il est situé à 3,7 km au nord de Ramallah et au centre de la Cisjordanie.
Selon le recensement du bureau central palestinien des statistiques, la localité compte une population de 1 308 habitants en 2017.